# Orde van de Nationale Held (Joegoslavië)

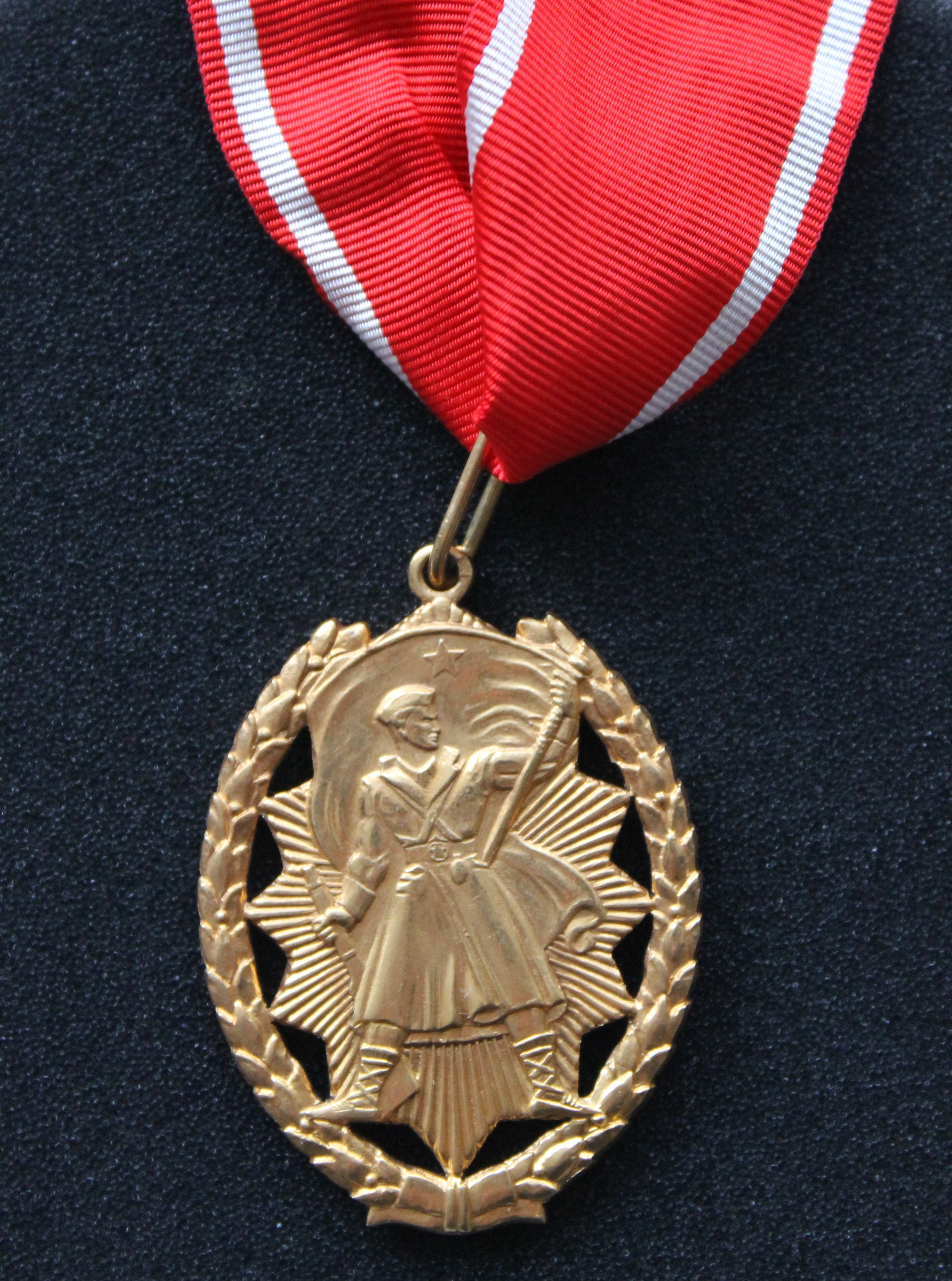
Orde van de Nationale Held

De orde van de Nationale Held (Servo-Kroatisch: Orden narodnog heroja, Sloveens: Red narodnega heroja, Macedonisch: Orden na naroden heroj/Орден на народен херој)  was een Joegoslavisch dapperheidsmedaille, zijnde de tweede hoogste militaire onderscheiding in Socialistische Joegoslavië. Het werd tijdens de Tweede Wereldoorlog door het preasidium van de communistische partizanenbeweging, de "AVNOJ", ingesteld en in in 1944 aan hun leider, Tito, verleend. In 1972 en in 1977 werd deze ridderorde voor een tweede en derde maal aan Tito toegekend, ditmaal door het federale Joegoslavische parlement.
Het versiersel is een ovaal opengewerkt gouden medaillon met daarin een soldaat met in de ene hand een geweer en in de andere hand een vlag met een ster. Dit kleinood wordt aan een rood lint met een witte streep langs de rand om de hals gedragen.
Orde van de Grote Joegoslavische Ster ·
Orde van de Joegoslavische Ster ·
Orde van de Joegoslavische Vlag ·
Orde van Vrijheid ·
Orde van Nationale Held ·
Orde van Held van de Socialistische Arbeid ·
Orde van Nationale Bevrijding ·
Orde van de Militaire Vlag ·
Partizanenster ·
Orde van de Republiek ·
Orde van Nationale Verdienste ·
Orde van Broederschap en Eenheid ·
Orde van het Volksleger ·
Orde voor Militaire Verdienste ·
Orde voor Dapperheid ·
Keten van de Orde van Joegoslavië ·
Orde van Verdienste van de Federale Republiek Joegoslavië ·
Orde van het Ridderzwaard ·
Orde van Nemanja ·
Orde van Njegoš ·
Orde van Vuk Karadžić ·
Orde van Tesla ·
Orde van de Arbeid ·
Orde van Dapperheid ·
Orde van Verdienste voor Defensie en Veiligheid
Zie ook: Ridderorden in Joegoslavië